# Annika Samuelsson
Annika Samuelsson född 1958, är en svensk illustratör.

## Priser och utmärkelser
- Elsa Beskow-plaketten 2004 [1]
- Bokjuryn kategori 0-6 år 2006
- Bokjuryn kategori 0-6 år 2009